# Trebeta

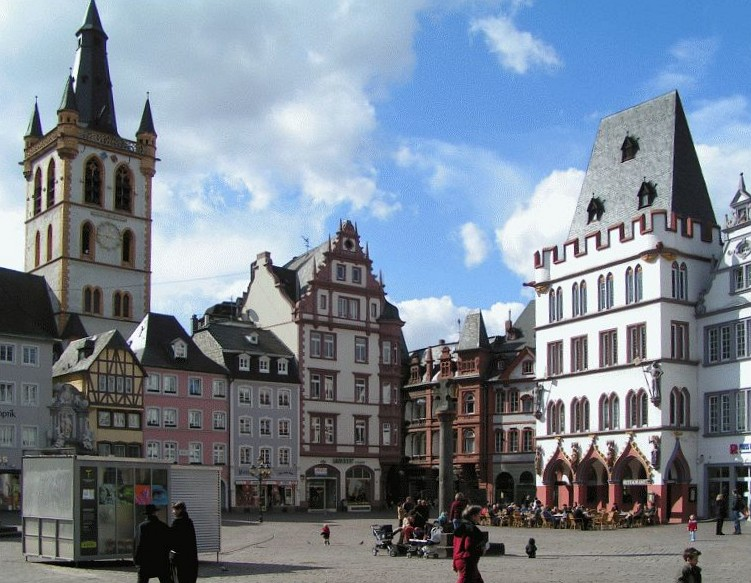
Trierer Hauptmarkt, plaza del mercado central de Tréveris, donde se conserva una inscripción en memoria de la fundación de la ciudad por Trebeta.

Trebeta fue un personaje legendario, hijo del rey de Asiria Ninus, fundador de la ciudad de Tréveris según el Gesta Treverorum obra escrita en el 1105.
Trebeta, hijo de una princesa caldea, esposa de Ninus antes de que éste conociera a Semíramis, cayó en desgracia tras la muerte de su padre y la sucesión al trono de su madrastra, siendo forzado a exiliarse en Europa.
Con un grupo de colonos, Trebeta se estableció a orillas del río Mosela fundando la ciudad epónima 1 300 años antes que la propia Roma y en cuya Rotes Haus de la plaza del mercado central, se conserva la inscripción:

ANTE ROMAM TREVIRIS STETIT ANNIS MILLE TRECENTIS.
PERSTET ET ÆTERNA PACE FRVATVR. AMEN.

Otra leyenda, sostenida desde el siglo XIV por los cronistas de Königshoven y Daniel Specklin en el siglo XVI, atribuyen también a Trebeta la fundación de Estrasburgo. Tras su muerte, su cuerpo fue cremado en Petrisberg por el pueblo de Tréveris.